# Копальня Перета
Копальня Перета — історичний гірничодобувний майданчик у італійському регіоні Тоскана, дещо більш ніж за сім десятків кілометрів на південь від Сієни.

## Видобуток сірки
Історія сірчаної копальні Перета почалась в 1701 році, коли видали перший дозвіл на гірничі роботи. Цей етап розробки тривав майже століття, хоча й супроводжувався зміною в 1771-му орендаря земель, що потягнуло судову суперечку щодо використання раніше споруджених виробничих потужностей.
Руду видобували підземним способом, при цьому загрозу для гірників становили як обвали, так і небезпечні гази. Зокрема, в 1764-му завалило три важливі виробітки із втратою половини виробничого потенціалу (та неможливістю відновлення), а в 1773-му були втрачені ще три тунелі. Отриману продукцію через відсутність доріг продукцію спершу транспортували на мулах до пристані П‘єтра-Верджине, потім везли малими суднами до Ліворно, де нарешті перевантажували на морські судна.
В другій половині 18 століття становище копальні Перета погіршилось. Окрім згаданих вище обвалів сильний вплив на діяльність справили невдачі з пошуком нових покладів (в 1770-х було закладено 18 шахт, з яких 15 було закрито протягом двох років), також до проблем додалась конкуренція сірчаних копалень Сицилії. У підсумку по завершенні в 1794-му році чергового договору оренди його так і не продовжили.
Роботи в копальні Перета відновилися вже після завершення Наполеонівських війн — перший контракт на оренду уклали в 1815 році. Далі протягом більш ніж двох десятиліть в Перета велись активні видобувні роботи, хоча вони й супроводжувались традиційними проблемами зі стійкістю виробіток (втрата у 1820-му через обвал двох шахт у підсумку призвела до зміни орендаря) та збутом (в сезоні 1827/1828 років продажі скоротились у сім раз в порівнянні з попереднім роком). Втім, у підсумку вирішальним для долі копальні стало виснаження запасів. В 1843-му дві шахти довелось закрити, а з інших восьми чотири були нові з непевними перспективами щодо продуктивності. Як наслідок, сезон 1843/1844 років став останнім у роботі сірчаної копальні, при цьому відомо, що всього з сезону 1822/1823 років та до моменту закриття копальня Перета видала 8,26 млн фунтів сірки.

## Стибієва копальня
У 1839-му уряд Тосканського герцогства видав дозвіл на розробку стибію. Первісно для цього використовували дві покинуті шахти, до яких в 1842-му додали третю (також є відомості, що стибій намагались вилучати і відкритим способом). Втім, поклади не виправдали очікувань, відбулось кілька змін орендарів і в підсумку в 1847 або 1848 році діяльність з видобутку стибію припинилась.

## Залізний купорос
Як засвідчує один з авторів першої половини 19 століття, поряд з сірчаними копальнями знаходився покинутий кар'єр, з якого колись видобували сульфат заліза (залізний купорос), що в старовину активно використовувався як фіксатор барвників, для обробки шкіри та виробництва чорнил, а також приготування сульфатної кислоти.